# عادلجواز
عادلجواز (بالكردية: Elcewaz) هي بلدة تابعة لمديرية عادلجواز في محافظة بدليس في تركيا، وتقع على الشاطئ الشمالي لبحيرة وان. بلغ عدد سكانها 15٫193 نسمة في عام 2021، وسكانها من الكرد.